# 조주빈
조주빈(1995년 10월 14일~)은 대한민국의 범죄인이다. 성착취 영상 제작 및 배포를 했던 텔레그램의 채팅방 운영자 '박사'로 알려진 n번방 사건의 가해자이다.
2019년 7월 경 텔레그램 내에서 '박사방'을 생성하고, 사진을 올린 다수의 여성으로부터 나체 사진을 전달받거나 불법으로 얻은 이들의 신상정보로 협박하여 가학적인 영상 등의 불법촬영물을 제작하고 배포한 혐의와 함께 미성년자 강간, 유사강간, 강제추행의 범죄행위를 행했다. 한편 인스타그램 계정이 있다는 것을 알게 된 연예인들은 그의 계정을 차단하였으며, 이후 조주빈은 구속되기 전에 그의 인스타그램 계정을 삭제했다. 서울지방경찰청은 익명으로 활동하는 특성상 범죄예방을 목적으로 하는 신상공개가 의미없는 사이버 성범죄 피의자로는 최초로 신상정보공개대상으로 결정했으며 검사가 기소하면서 전자발찌 부착명령도 청구했다. 2020년 11월 26일, 1심서 징역 40년이 선고됐다. 하지만 12월 1일 조주빈의 변호인과 검찰이 판결에 불복하여 항소장을 제출했다. 그리고 최종 대법원 3심에서 징역 42년+전자발찌부착 30년+신상정보공개 10년으로 형이 확정되었다.

## 범죄 전력

### 범죄수익은닉·범죄단체조직하여 미성년자 협박으로 성착취물 제작·유포·판매 등
조주빈은 2019년 5월 경부터 2020년 2월 경까지 아동청소년을 포함한 다수의 여성들을 협박해 성착취 영상물을 제작하고, 텔레그램 박사방을 통해 판매·유포하였다. 2021년 10월 14일 대법원 2부는 징역 42년을 선고한 원심을 확정했다.

### 강제추행 혐의
항소심을 앞두고 강제추행 혐의로 추가 기소되었다.

### 미성년자 협박해 성착취물 제작 및 강간
2018년 경 조주빈은 미성년자 A양에게 개인정보가 유출되었다며 접근, 협박하여 지속적으로 성착취물을 제작하였고 강간하였다. 조주빈은 A양을 불법촬영물로 협박, 텔레그램 '박사방'을 통해 성착취물로 얻은 범죄수익을 세탁하는 과정에도 동원하였다.
2022년 10월 미성년자 대상 성범죄 추가 혐의로 추가 기소되었다.
2025년 2월 추가로 또 다른 미성년자 대상 성범죄로 1심에서 징역 5년을 선고받았다.

## 기타 행적

### 어린이집 원아 살해 모의
조주빈에게 피해자들의 개인정보를 몰래 빼준 혐의로 구속된 구청 사회복무요원 강모씨에게 청부 대가로 돈 400만 원을 받고 어린이집 살해음모 혐의로 경찰 수사를 받는 것으로 확인이 되었다.

### 유치장 자해 소동
3월 16일, 검찰에 송치될 때 목에 깁스를 하고 머리에 반창고를 붙인 모습이 드러나 "카메라 앞에서 얼굴 공개가 방해되는 고개를 숙이지 못하게 하거나 조사 중에 가혹행위를 받은 것이 아니냐"는 의혹을 받은 피의자 조주빈은 경찰에 체포되어 조사 중에 피의사실을 부인하며 머리에 필기도구를 찌르거나 유치장 세면대에 머리를 박는 자해 소동을 벌여 목에 무리가 있어 보호대인 깁스를 한 것으로 확인되었다.
신상이 공개된 이후 "마약 의심스럽다"는 일부 반응이 있어 서울지방경찰청 사이버안전과는 3월 24일 국립과학수사연구원에 마약 검사를 의뢰했으며
4월 6일에 발표된 검사 결과 소변·모발에서 음성으로 나와 '혐의없음'으로 종결되었다.

### 사기 및 협박
검찰송치될 때 윤장현과 손석희한테 공개적으로 사과를 하여 '무슨 관계'인지 갖가지 억측이 떠돌았으며 성범죄 피해자에게 사과하지 않아 논란이 있은 가운데, 곧 텔레그램 대화방에서 유명인을 상대로 사기를 친 정황이 확인되었다. 조주빈은 손석희 JTBC 사장의 가족을 위협하며 금품을 요구하는 행위를 하였다. 또한 윤장현 전 광주광역시장에게 접근하여 그의 억울함을 풀어주겠다며 방송 출연을 돕겠다는 발언을 하며 사기 행각을 한 것이 확인되었다.

### 암호화폐 관련
2020년 3월 25일 국내 가상·암호화폐 거래소들은 ‘n번방’주도자와 가입자들이 가상화폐로 결제한 것으로 파악되어 이번 사건과 관련해 수사 당국에 협조하기로 하였다.

2020년 3월 27일, 조주빈이 수사에 혼선을 주기 위해 인터넷에 떠도는 가짜 계좌를 일부러 올려놓았던 것으로 경찰 조사결과 확인되었다.

### 휴대폰 관련
2020년 6월 8일 경찰은 조주빈의 스마트폰에서 타인의 신분증 캡쳐 사진이 여러장 발견해 이들의 범행 가담 여부를 확인 중이다.

### 형 확정후 소감문
상고심 선고를 앞두고 내가 가진 불안은 전적으로 법에 대한 불신에서 비롯된 것이었다. 만일 우리의 법이 목에 칼이 들어와도 눈 하나 깜짝 않고 진실을 담아낼 수 있는 법이었다면 내 안에 형성된 감정은 불안이 아니라 부끄러움이었을테니 말이다.
애석하게도 우리의 법은 실체 진실을 포기하길 택하고 말았다. 범죄집단이라는 허구의 혐의 하나 걸러내지 못할 만큼, 무능한 3심제도였다. 눈 먼 법은, 현실을 보지 못한 채 아무상관 없으며 무엇보다 아무것도 알지 못하는 이들의 목소리에 휘둘릴 뿐이었고, 이는 비단 이 사건 뿐만 아니라 사회적인 이목을 끌었던 거의 모든 사건을 관통해온 우리 법의 고질적인 악습이 발현된 결과에 지나지 않는 것이다. 가피해자를 막론하고 얼마나 많은 사람이 이제껏 쓰레기같은 판결 앞에 이를 부득부득 갈며 평생을 원통해했는가. 
얼마나 많은 오판이, 무려 기소-1심-2심-3심의 허울 좋은 제도 하에서 빚어졌던가. 직간접적으로 '우리 법'을 겪어 본 사람이라면, 누구나 식견이 있건 없건 교육을 받았건 받지 못했건 제 정신이라면 정말로 누구하나 법을 신뢰하지 못할 게 틀림없다. 대세와 인기에 휘둘이는 법은, 형평성과 기준이 모조리 무너진 이따위 법은, 도무지 사건을 해결지을 수 없으며 교정된 인간을 배출해낼 수가 없는 것이다.
시월 십사일, 선고날인 오늘은 나의 생일날이다. 내 죄를 인정한다. 그러나 판결은, 이 비참한 선물은 인정할 수 없다. 나는 죄를 지었다. 분명히 나는 죄를 지었다. 다만 우리 법이 부과한 혐의로서는 아니다. 그 누구와도 범죄조직을 일구지 않았다. 누구도 강간한 바 없다. 이것이 가감없는 진실이다.— 2021. 10. 14 조주빈

## 학력
- 인천용일초등학교 졸업
- 인하대학교 사범대학 부속중학교 졸업
- 인하대학교 사범대학 부속고등학교 졸업
- 인하공업전문대학 정보통신과(전문 학사)

## 같이 보기
- n번방 사건
- 문형욱